# René Rottenfluc
René Rottenfluc (* 19. Dezember 1900 in Beaumesnil, Département Calvados; † 8. April 1962 in Paris) war ein französischer Ringer. Er wurde 1929 Europameister im freien Stil im Federgewicht.

## Werdegang
René Rottenfluc kam als Jugendlicher in Paris zum Ringen. 1919 und 1920 wurde er im Federgewicht Meister von Paris im griechisch-römischen Stil. 1921 und 1922 leistete er seinen Militärdienst in der französischen Armee ab und war u. a. als Besatzungssoldat in Hamburg stationiert. Seine Sportart konnte er in dieser Zeit nicht ausüben.
Nach Beendigung seines Militärdienstes nahm er ab 1923 seinen Sport wieder auf. Er wurde vielfacher Meister von Paris in beiden Stilarten (griechisch-römisch und freier Stil) und von 1923 bis 1929 sechsmal französischer Meister im griechisch-römischen Stil und fünfmal im freien Stil. 
1924 startete er bei den Olympischen Spielen in Paris im griechisch-römischen Stil im Federgewicht. Er verlor dort aber gegen Osvald Käpp aus Estland und Fritjof Svensson aus Schweden und erreichte damit nur den 18. Platz.
1925 startete René Rottenfluc bei der Europameisterschaft in Mailand im griechisch-römischen Stil. Er siegte dort im Federgewicht gegen Riccardo Pizzocaro aus Italien und unterlag dann gegen Ernst Steinig aus Deutschland und gegen Jenö Nemeth aus Ungarn und belegte in der Endabrechnung den 6. Platz. 1927 vertrat er in Paris die französischen Farben in einem Länderkampf gegen die Schweiz und besiegte dabei seinen Konkurrenten Crausax. 1927 war er bei der Europameisterschaft in Budapest am Start. Im Federgewicht besiegte er dabei im griechisch-römischen Stil Muhsin aus der Türkei, verlor aber seine beiden nächsten Kämpfe gegen Martin Egeberg aus Dänemark und gegen Ludwig Schlanger aus Österreich. Diese Ergebnisse brachten ihm den 5. Platz ein.
1928 startete René Rottenfluc bei den Olympischen Spielen in Amsterdam. Er rang dort im freien Stil im Federgewicht, verlor aber seine beiden Kämpfe, die er bestreiten musste und zwar gegen Hans Minder aus der Schweiz und gegen Kustaa Pihlajamäki aus Finnland. In der Endabrechnung belegte er mit diesen Ergebnissen zusammen mit anderen Ringern den 4. Platz.
Den letzten großen internationalen Wettbewerb bestritt René Rottenfluc 1929. Er nahm in Paris an der Europameisterschaft im freien Stil teil. Im Federgewicht besiegte er dort H. Angus aus Großbritannien, Joseph Dillen aus Belgien und Denis Perret aus der Schweiz und wurde damit Europameister.

## Internationale Erfolge
| Jahr | Platz | Wettbewerb      | Stil | Gewichtsklasse | Ergebnisse |
| 1924 | 18.   | OS in Paris     | GR   | Feder          | nach Niederlagen gegen Osvald Käpp, Estland und Fritjof Svensson, Schweden                                                |
| 1925 | 6.    | EM in Mailand   | GR   | Feder          | nach einem Sieg über Riccardo Pizzocaro, Italien und Niederlagen gegen Ernst Steinig, Deutschland und Jenö Nemeth, Ungarn |
| 1927 | 5.    | EM in Budapest  | GR   | Feder          | nach einem Sieg über Muhsin, Türkei und Niederlagen gegen Martin Egeberg, Dänemark und Ludwig Schlanger, Österreich       |
| 1928 | 4.    | OS in Amsterdam | F    | Feder          | nach Niederlagen gegen Hans Minder, Schweiz und Kustaa Pihlajamäki, Finnland                                              |
| 1929 | 1.    | EM in Paris     | F    | Feder          | nach Siegen über H. Angus, Großbritannien, Joseph Dillen, Belgien und Denis Perret, Schweiz                               |

Erläuterungen
- F = freier Stil, GR = griechisch-römischer Stil
- OS = Olympische Spiele, EM = Europameisterschaft
- Federgewicht, damals bis 61 kg Körpergewicht (freier Stil) bzw. bis 62 kg Körpergewicht (griechisch-römischer Stil)